# Estadio Antonio Aranda
El estadio Antonio Aranda, conocido hasta noviembre de 2013 como estadio Teniente Coronel Antonio Oddone Sarubbi, es un recinto de fútbol ubicado en Ciudad del Este, Paraguay, del cual el propietario y el que juega sus partidos como local es el Club Atlético 3 de Febrero. El predio algunas veces también ha sido utilizado para conciertos de gran magnitud, y cuenta con capacidad para veintiocho mil espectadores.

## Historia
Conocido también como el Bastión del Este, fue construido en 1972 y remodelado en 1999 para ser una de las sedes de la Copa América realizada en aquel año. Allí se disputaron partidos entre las selecciones absolutas de Brasil, México, Argentina y Chile. También albergó diez juegos de la ronda inicial del Campeonato Sudamericano Sub-20 de 2007.
Esta remodelación le permitió al estadio convertirse en el cuarto de mayor capacidad del Paraguay, sólo superado por el Estadio Defensores del Chaco, el Estadio General Pablo Rojas de Cerro Porteño y el Estadio Feliciano Cáceres del Sportivo Luqueño, un hecho por de más significativo para los miembros del club como así también para la comunidad del Gran Ciudad del Este. El costo total de la inversión rondó alrededor de los 5 millones de dólares, trabajando en la obra edilicia entre 800 y 1200 personas. Cuenta con sala de prensa, sala para cuerpo médico, sala para charla técnica, cuatro vestuarios modernos con sus respectivos baños, vestuario para árbitros, gimnasio equipado, 32 cabinas para periodistas, cada una con línea telefónica, estacionamiento propio para vehículos y salón vip. Además, el empastado del club posee un sistema eficiente de drenaje que permite la realización de los juegos bajo intensas lluvias.

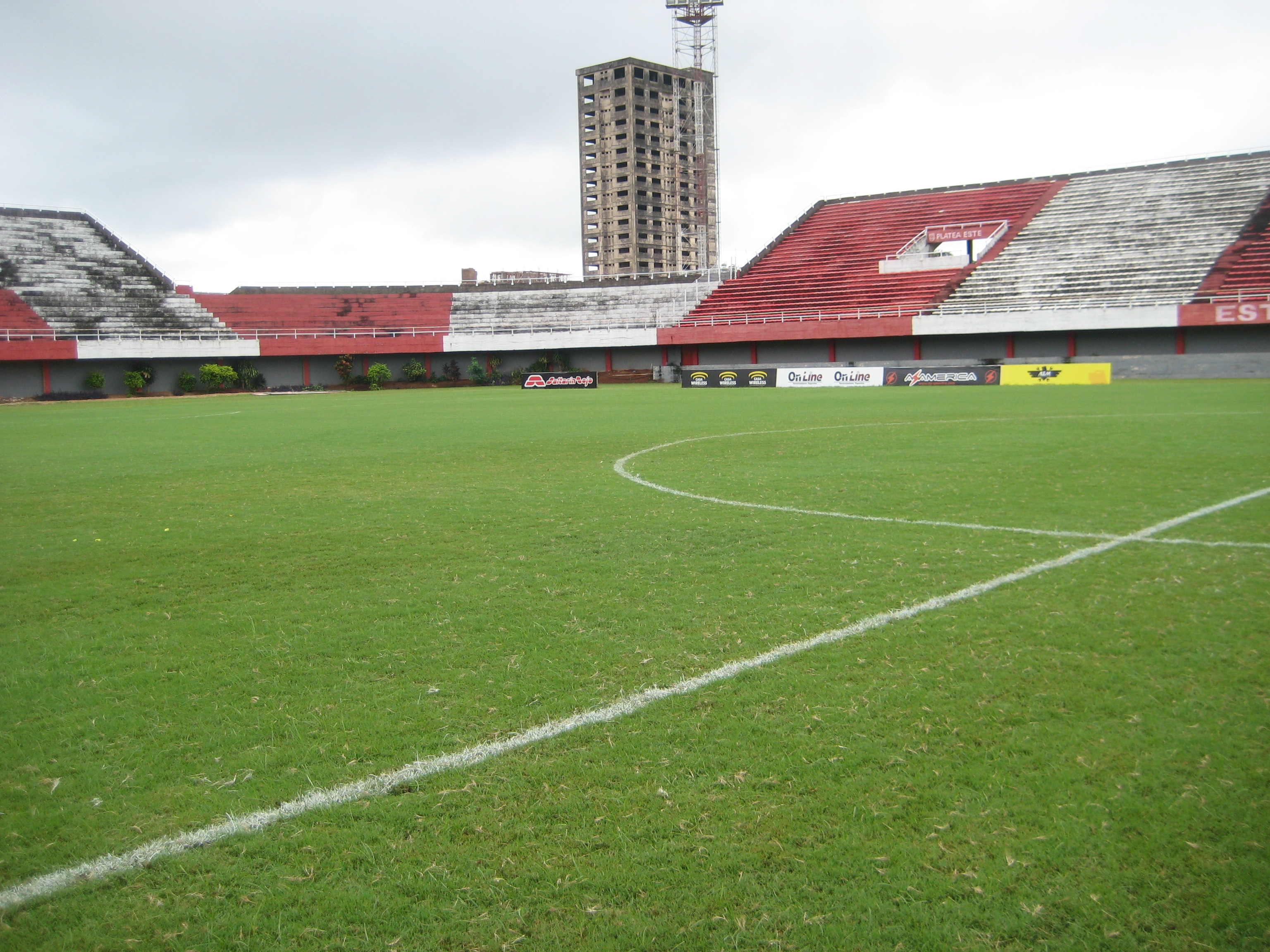
Interior del estadio.

En noviembre de 2013, el nombre del estadio fue modificado pasando de teniente coronel Antonio Oddone Sarubbi al de Antonio Aranda. El exdirectivo del club, Antonio Aranda Encina, fue quien, por medio de su propia empresa denominada Eventos y Construcciones, posibilitó la construcción del estadio. Además, contribuyó activamente para la obtención del primer ascenso del equipo a la Primera División, en 2004.

## Copa América 1999

### Primera Fase

#### Grupo B
| 30 de junio de 1999, 17:00 | Chile             | 1:1 (0:0) | México             | Estadio Antonio Oddone Sarubbi, Ciudad del Este |                                          |
|                            | Marcelo Salas 88' |           | Luis Hernández 59' | Árbitro(s): Horacio Elizondo (Argentina)        | Árbitro(s): Horacio Elizondo (Argentina) |

| 30 de junio de 1999, 19:45 | Brasil                                                                                  | 7:0 (2:0) | Venezuela | Estadio Antonio Oddone Sarubbi, Ciudad del Este |                                      |
|                            | Ronaldo 26', 63' · Emerson 40' · Márcio Amoroso 55', 82' · Ronaldinho 75' · Rivaldo 84' |           |           | Árbitro(s): Bonifacio Núñez (México)            | Árbitro(s): Bonifacio Núñez (México) |

| 3 de julio de 1999 | Brasil                                 | 2:1 (2:0) | México             | Estadio Antonio Oddone Sarubbi, Ciudad del Este |                                      |
|                    | Márcio Amoroso 20' · Alex de Souza 45' |           | Isaac Terrazas 74' | Árbitro(s): Gustavo Méndez (Uruguay)            | Árbitro(s): Gustavo Méndez (Uruguay) |

| 3 de julio de 1999 | Chile                                                      | 3:0 (2:0) | Venezuela | Estadio Antonio Oddone Sarubbi, Ciudad del Este |                                 |
|                    | Iván Zamorano 5' · José L. Sierra 21' · Tortolero 66' (Ag) |           |           | Árbitro(s): Juan Luna (Bolivia)                 | Árbitro(s): Juan Luna (Bolivia) |

| 6 de julio de 1999 | México                                         | 3:1 (3:0) | Venezuela            | Estadio Antonio Oddone Sarubbi, Ciudad del Este |                                      |
|                    | Cuauhtémoc Blanco 21', 39' · Daniel Osorno 29' |           | Gabriel Urdaneta 72' | Árbitro(s): Bonifacio Núñez (México)            | Árbitro(s): Bonifacio Núñez (México) |

| 6 de julio de 1999                        | Brasil          | 1:0 (0:0) | Chile | Estadio Antonio Oddone Sarubbi, Ciudad del Este |                                          |
|                                           | Ronaldo 36' (p) |           |       | Árbitro(s): Horacio Elizondo (Argentina)        | Árbitro(s): Horacio Elizondo (Argentina) |
| Finalizado en el minuto '85 por la niebla |                 |           |       |                                                 |                                          |

### Cuartos de final
| 11 de julio de 1999 | Brasil                    | 2:1 (1:1) | Argentina         | Estadio Antonio Oddone Sarubbi, Ciudad del Este |                                      |
|                     | Rivaldo 32' · Ronaldo 48' |           | Juan P. Sorín 10' | Árbitro(s): Gustavo Méndez (Uruguay)            | Árbitro(s): Gustavo Méndez (Uruguay) |

### Semifinal
| 14 de julio de 1999, 19:45 | México | 0:2 (0:2) | Brasil                           | Estadio Antonio Oddone Sarubbi, Ciudad del Este |                                    |
|                            |        |           | Márcio Amoroso 24' · Rivaldo 42' | Árbitro(s): Byron Moreno (Ecuador)              | Árbitro(s): Byron Moreno (Ecuador) |